# Millville (Delaware)
Pour les articles homonymes, voir Millville.
Millville est une ville américaine située dans le comté de Sussex, dans l'État du Delaware.

## Démographie
| 1910 | 1920 | 1930 | 1940 | 1950 | 1960 |
| ---- | ---- | ---- | ---- | ---- | ---- |
| 193  | 112  | 193  | 184  | 270  | 231  |

| 1970 | 1980 | 1990 | 2000 | 2010 | - |
| ---- | ---- | ---- | ---- | ---- | - |
| 224  | 178  | 206  | 259  | 544  | - |

Selon le recensement de 2010, Millville compte 544 habitants. La municipalité s'étend sur 2,50 milles carrés (6,47 km2).